# Kínai vallás

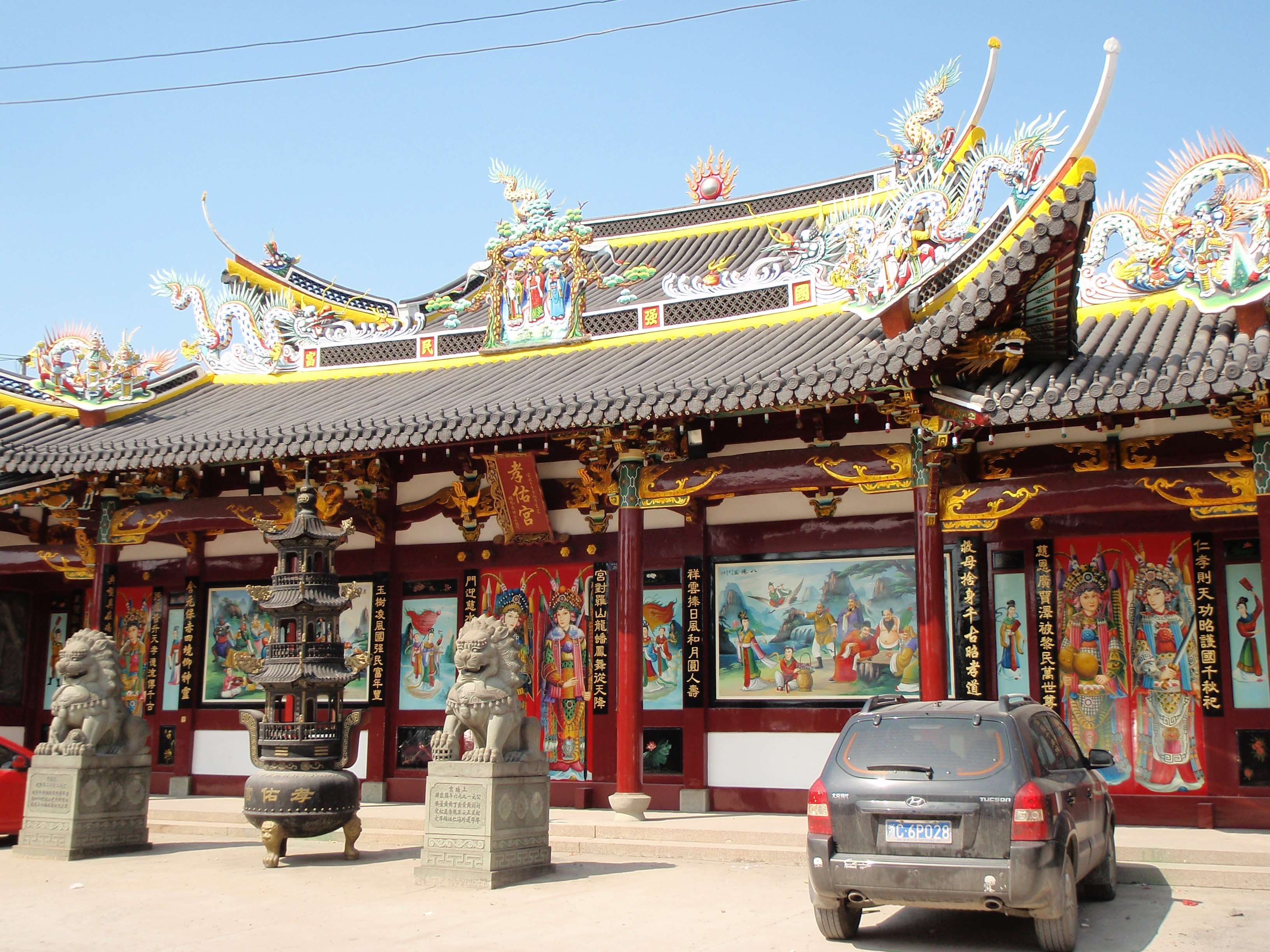
Kínai templom, Vencsou, Kína

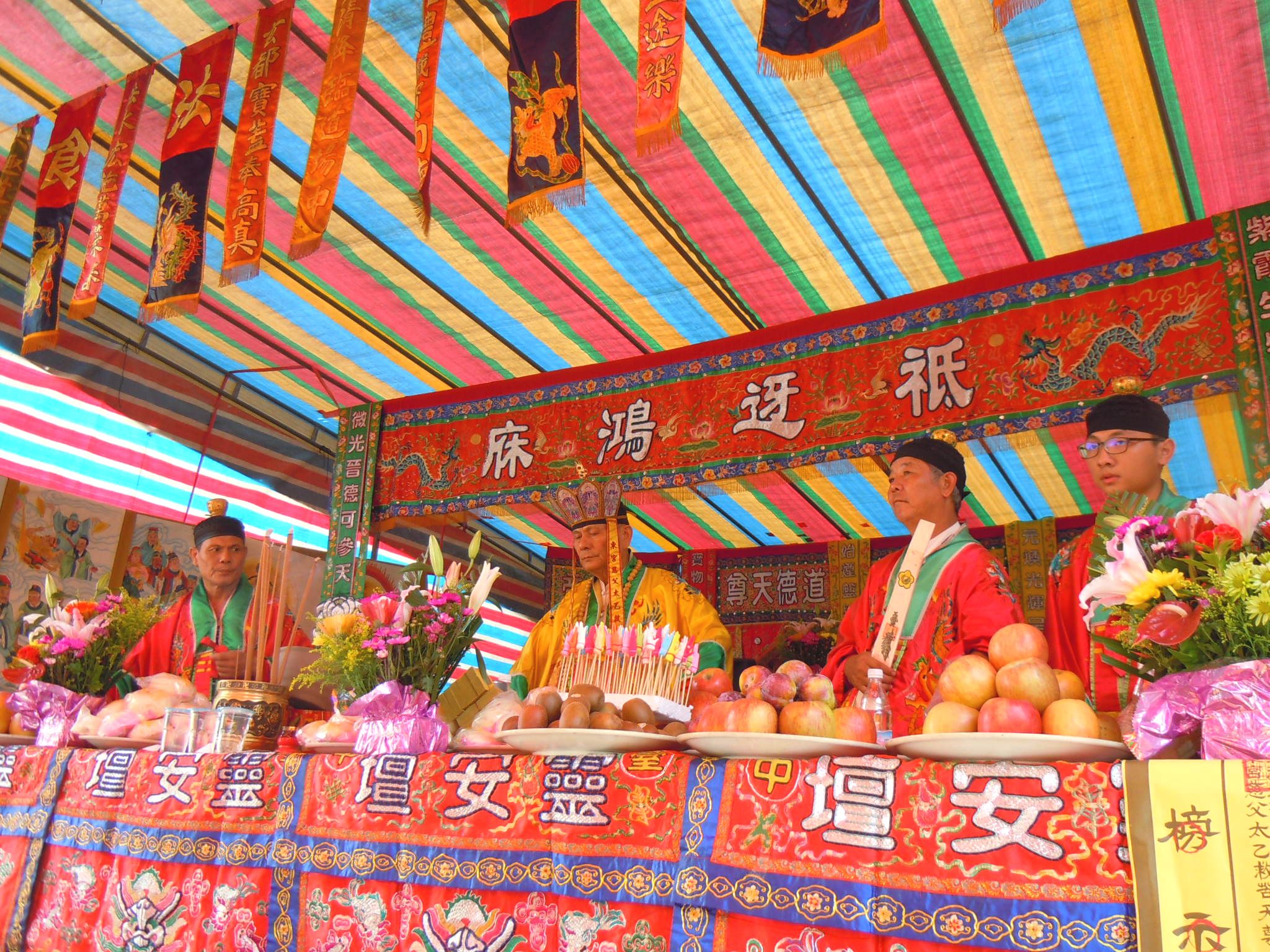
A népi vallás mesterei egy szertartást vezetnek

A kínai vallás nem képez egységes hit- és gyakorlatrendszert, hanem egymásra ható vallási és filozófiai hagyományok összetett egészeként fogható fel. Különösen három (önmagában sem egységes) hagyománynak van jelentősége:
- konfucianizmus
- taoizmus
- kínai buddhizmus

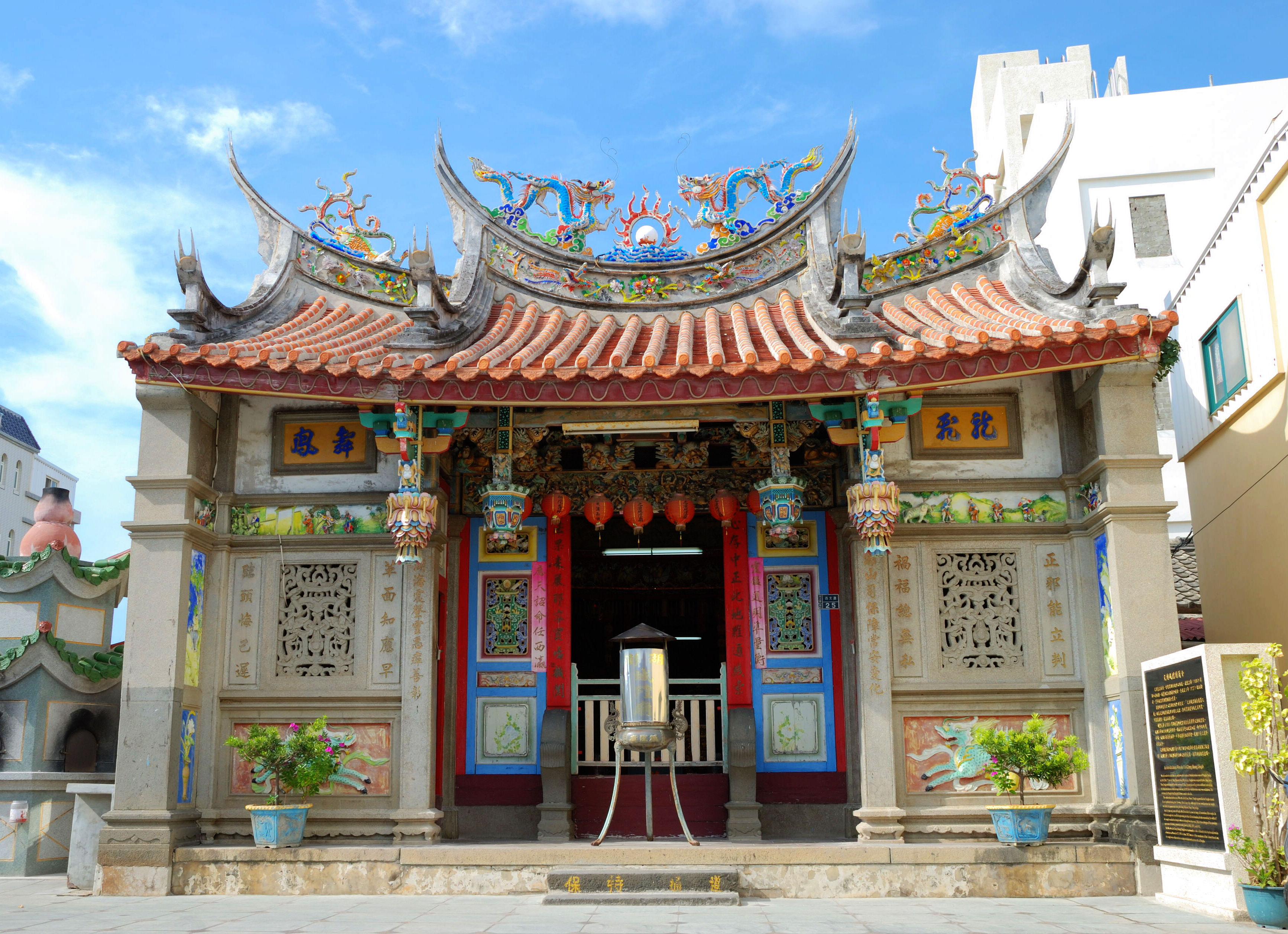
Kínai templom Tajvan szigetén

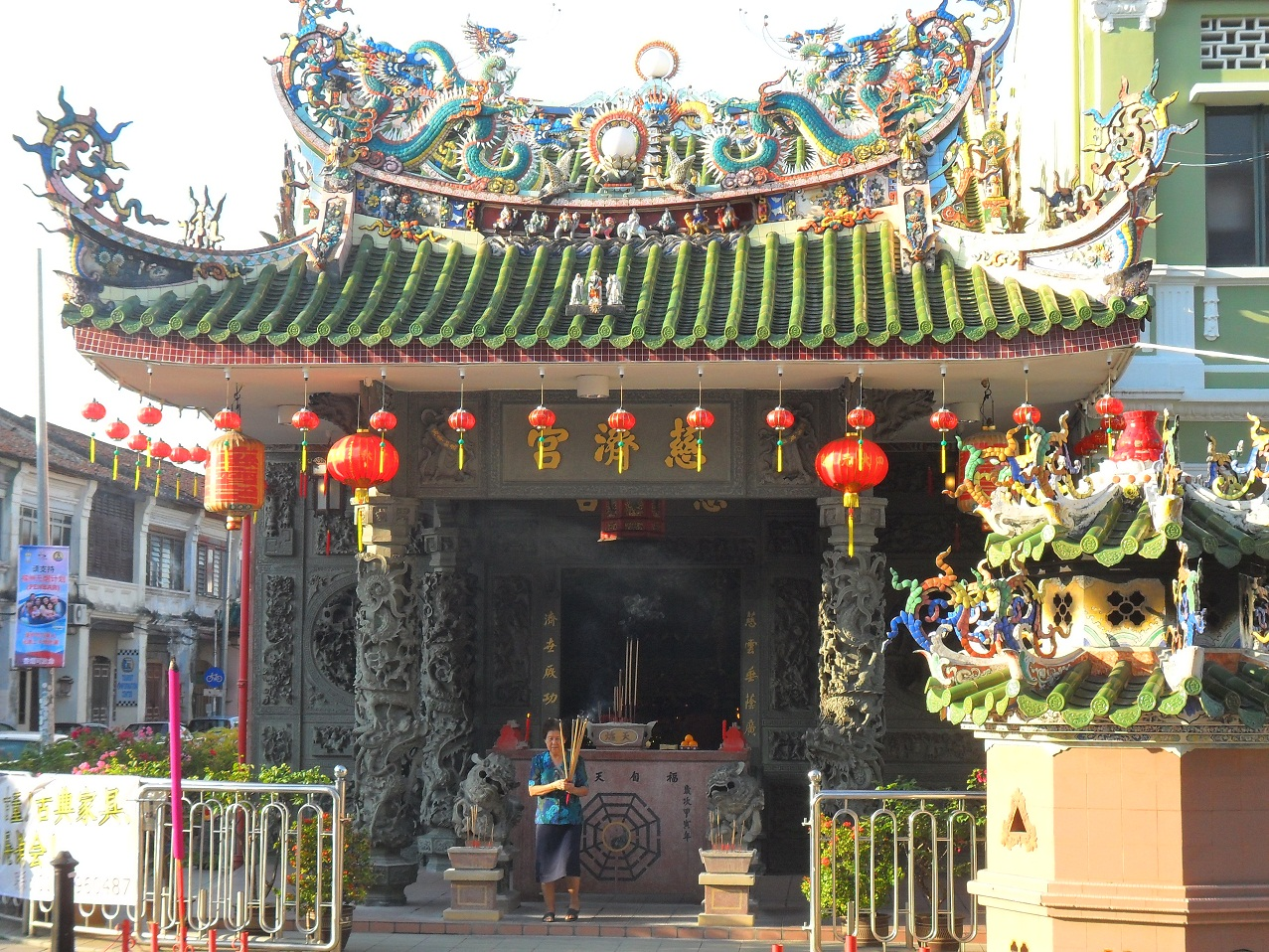
Kínai templom, George Town, Malajzia

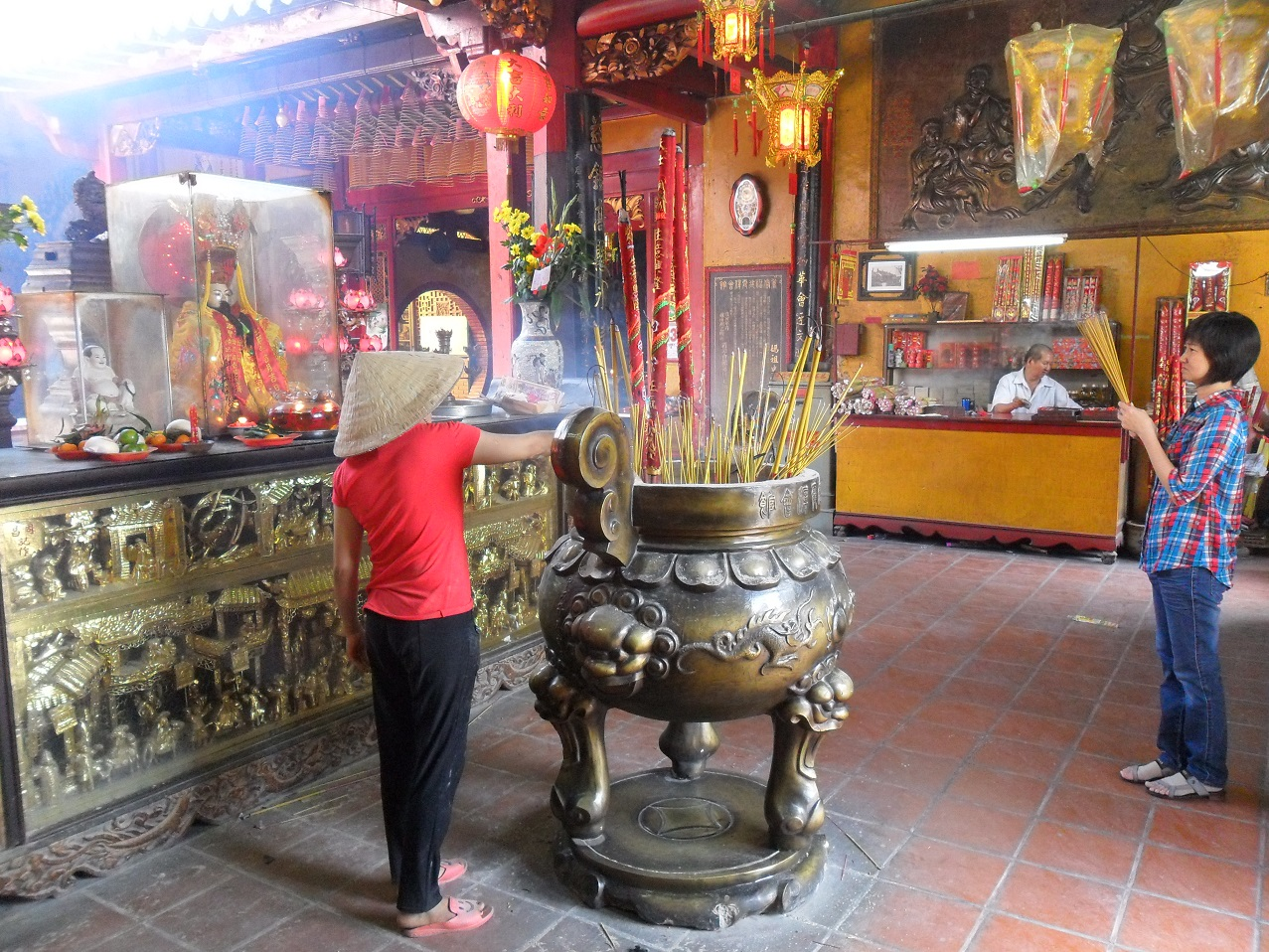
Kínai templom füstölőkkel Vietnámban

A muszlim és a keresztény közösség is számottevő Kína különböző részein, de abban különbözik a többi vallástól, hogy a kínaiak megítélése szerint a többi filozófiai és vallási rendszerek elutasítását kívánja a híveitől. A kínaiaknak azonban nem okoz gondot az eklektikusság, vannak akik a közéletben konfuciánus, taoista eszközökkel keresik a halhatatlanságot, buddhistaként viszonyulnak az őseikhez, és a népi bölcsességre támaszkodnak krízishelyzetekben, betegségek esetén vagy egy ház megvételekor. A kínai vallást tehát inkább a kulturális földrajz, mintsem hit- és életviteli rendszerek kizárólagos követése határozza meg. 
A kínai vallásosság és általában a hagyományos kínai világnézet leírása nem könnyű feladat. A kínai filozófia minden kimagasló teljesítménye mellett sohasem törekedett egy, a világ jelenségeit kimerítően és rendszeresen megmagyarázó egységes rendszer kialakítására, továbbá a vallásosság fogalma a kínai kultúrában (és általában Keleten) egészen más, mint amit az európaiak a maguk tapasztalatai alapján hajlandóak általánosítani. 
A kínai nyelvben nem található olyan kifejezés, amely a vallás szó pontos megfelelője lehetne.
Azt az ősrégi metafizikai rendszert, amely az egész kínai gondolkodás alapjául szolgál, univerzizmusnak nevezik. Az univerzizmus szerint ég, föld és ember az egységes mindenség három alkotórésze, amelyek belső kölcsönhatásban állnak egymással, és mindenre kiterjedő törvény szabályozza őket. A makrokozmosz valamennyi jelenségének megvan a maga megfelelője az ember fizikai, szellemi és erkölcsi életében, ugyanakkor az, ami az emberi társadalomban biztosítja a rendet, irányító elvül szolgál a világ egész építménye számára is.  A Si king egyik legrégebbi részében ezt olvassuk: A legbensőségesebb összefüggés van fent az ég és lent az emberek között, és aki ezt teljes egészében felismeri, az az igazi bölcs. A Szertartások feljegyzései erről a következőket mondja: „Az ember egyesíti magában az ég és a föld szellemi erőit, kiegyenlítődnek benne a fény és árny princípiumai, találkoznak benne a szellemek és istenek, egymásra találnak benne az öt változó elem legfinomabb erői. Ezért az ember az ég és a föld szíve és az öt változó állapot csírája. Ha az eget és a földet vesszük alapul, minden dolog elérhető. Ha a fényt használjuk eszközül, kikutathatók az emberi érzések... Ha a szellemeket és isteneket hívjuk segítségül, akkor mindenfajta munka biztos védelmet élvez. Ha az öt változó állapotot használjuk anyagként, minden munka megismételhető...”
Fényen és árnyékon vagy sötétségen a két kozmikus őselemet, jangot, a pozitív és jint, a negatív erőt értették. Kínai felfogás szerint a világmindenség hatalmas eleven organizmus, amely folytonos mozgásban van, és amelynek egyes tagjai kölcsönösen szüntelenül hatnak egymásra. 

## Kínai népi vallás

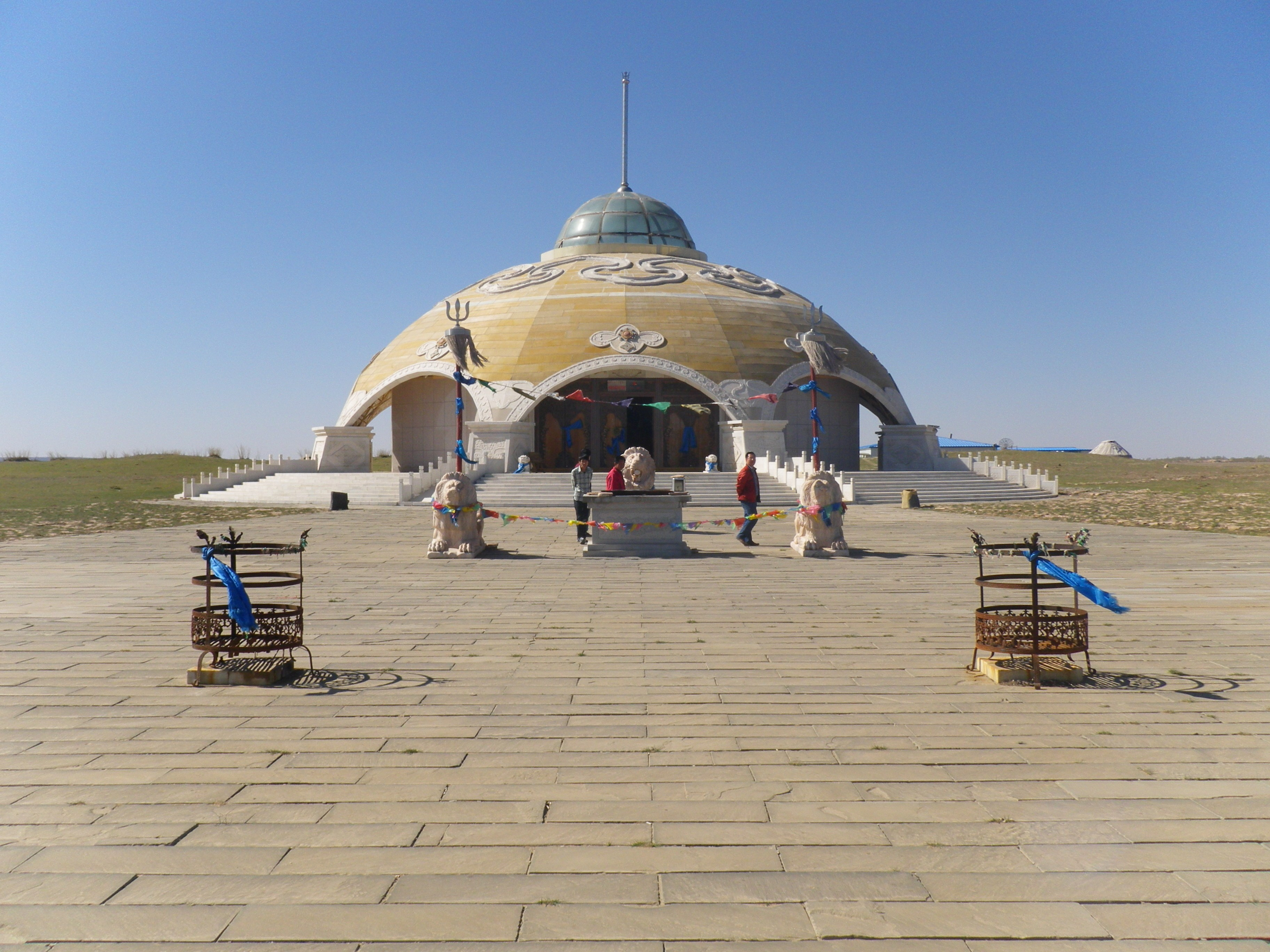
Modern stílusú kínai templom Belső-Mongóliában, az Ordosz-fennsíkon

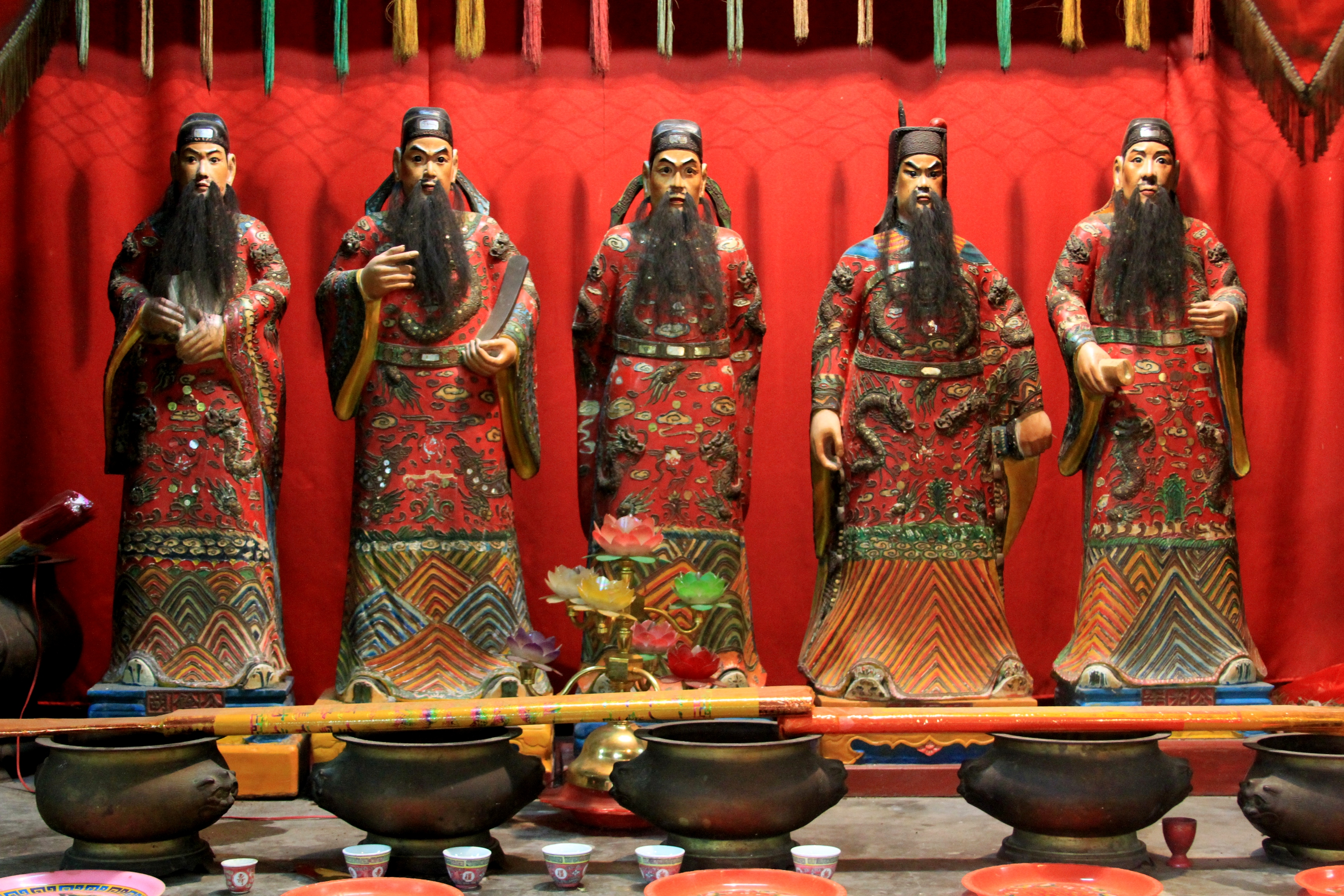
Egy kínai templom oltárának szobrai

A népi vallás egy keveréke a vallásos és nem-vallásos gyakorlatoknak: a helyi kultuszok és hiedelmek, a konfuciánus szabályok (pl. őskultusz), a buddhista életelvek és taoista szertartások egybeolvadásának terméke, szinkretizmusa.
A népi vallás nem rendelkezik teológiával, nincs saját, különálló szervezete, átfogó, szervezett egyházi struktúrája. Nem építette ki saját templomok és egyház-közösségek hálózatát. Az istenségek kultusza, a tiszteletükre emelt templomokkal és papokkal továbbra is mindegyik tan keretein belül maradt.
A népi vallásban fontos szerepe van az ünnepségeknek, a szellemeknek, a különféle bajelhárító eljárásoknak és a halottak tiszteletének. E vallás követői hitvilágukat a kínai filozófia elemeivel egészítik ki. Vallási tevékenységük meghatározó részét az egyéni, társadalmi és természeti erők (jin és jang) szabályozása és harmonizálása jelenti. A hagyományos kínai gondolkodás szerint a világ összes jelenségéhez hasonlóan az ember is a jin és jang különféle kombinációiból épül fel. Kínában egész városok épültek fel a feng-sui alapelvei alapján, amelyeknek a célja a jin és a jang energiái közötti egyensúly megteremtése.
E szinkretista vallás sajátossága még a nagyfokú liberalizmusa. Kína vallási életében békében megfértek egymás mellett a különféle vallások és azok számos irányzata, szektája, iskolája. A liberalizmus abban is megnyilvánul, hogy egyetlen kultusz se volt kötelező mindenki számára. Ki-ki szabadon választhat tisztelete tárgyául isteneket, patrónusokat, védőszellemeket.

## Történelem
A konfucianizmus és a taoizmus az ősi kínai (birodalmi) vallás alapján bontakozott ki. A buddhizmus lassan vert gyökeret a kínai földön. A buddhista erkölcs és világnézet lényegesen eltért a Kínában már elfogadott nézetektől. Bonyolult és sokrétű folyamat volt a buddhizmus elterjesztése és "elkínaiasodása". Ez a Kr. u. 4. század végére következett be. Virágkorát a 6-9. század során érte el. 
A kínai vallási szinkretizmus rendszere a konfucianizmus, taoizmus és a buddhizmus szintézisének folyamatában, fokozatosan, több évszázadon keresztül alakult ki. E folyamatban mindig is a konfucianizmus játszott vezető szerepet, de nem mindig és könnyen tudta megvédeni elsőbbségét Kína szellemi kultúrájában. 
A 7. század elején (Tang-kor) erős és kiterjedt központi hatalom jött létre Kínában. A császárok a konfucianizmusban látták uralmuk fő támaszát. Ugyanakkor a taoista vallás és a buddhizmus is virágkorát élte ekkor Kínában. 
A 9. század közepén megerősödött a konfucianizmus megújítására, "megtisztítására" törekvő szellemi mozgalom (neokonfucianizmus). A császárt a konfuciánus államegyház erősen a befolyása alá vonta. A többi vallást korlátozták és üldözték; kiirtották a mazdaizmust és a manicheizmust. A buddhizmust, taoizmust és a nesztoriánus kereszténységet is üldözték és elnyomták. Minden üldözés ellenére azonban a taoizmus és a buddhizmus hatással volt a konfuciánus államvallásra (különösen kozmológiai, misztikus tanaik, humanista elveik). A konfucianizmus önmagát megújítva átvette és alkotó módon átdolgozta az újabb korok szellemi kultúrájának javát. 
A szinkretista rendszer létrejöttének fontos tényezője a három tan sajátos "munkamegosztásának" kialakulása. A konfucianizmus egyeduralmat élvezett erkölcsi téren, a családi és a társadalmi kapcsolatok terén. Szabályai, kultuszai halálukig végigkísérték az emberek életét. Túlzott racionalizmusát a taoizmus ellensúlyozta misztikájával, mágiájával, érzelmi megnyilvánulásaival. A buddhizmus a megváltás eszméjével, halottkultuszával, temetési szertartásaival vált fontos tényezővé. 
A szinkretikus vallási-erkölcsi rendszer két szinten – felső, magas műveltségű és alsó, alacsony műveltségű, népies szinten – fejlődött tovább. A felső szint csupán a kínai társadalom írástudói, kiváltságos rétegei számára létezett. A konfuciánus felső réteg gondosan betartotta Konfuciusz minden előírását. A buddhisták tudós szerzetesei a kolostorok védelmében őrizték és adták tovább bölcsességüket. A taoista elméleteket és dogmákat a tudós taoista mesterek, orvosok fejlesztették tovább. Kiemelkedtek közülük a taoista "Mennyei Mester" teokratikus "államának" szellemi vezérei. 
A vallási szinkretizmus felső szintjén három, alaposan kidolgozott, eredetileg egymástól meglehetősen eltérő filozófiai felfogás került egymás mellé, ezek a fokozatos közeledés ellenére mégis különbözőek maradtak, és napjainkig fennmaradtak különálló elméleti rendszerként, a szinkretikus rendszer keretén belül. 
A vallási szinkretizmus az alacsony műveltségű paraszti és egyéb társadalmi rétegekben teljes és osztatlan uralomra jutott. Az átlag kínai számára a három vallás a 16. században már alig különbözött egymástól. Szükség esetén fordult egyikhez vagy másikhoz, néha mindháromhoz egyszerre. Bármilyen istenség vagy patrónus, bármely szertartás vagy kultusz adhatott reményt a hívőnek. Ez a szinkretikus vonás az utóbbi 500 évben csak tovább erősödött.  A vallási szinkretizmus alsó rétegét nevezhetjük népi vallásnak. 